# Литекс
ПФК «Литекс» (Ловеч) — болгарський професіональный футбольний клуб з міста Ловеч, виступає у вищому дивізіоні чемпіонату Болгарії. Чотириразовий чемпіон Болгарії і чотириразовий володар Кубка Болгарії.

## Історія
Клуб засновано у 1921 році під назвою «Хісар'я». Свою першу офіційну гру він провів у 1923 році. За роки свого існування клуб багато разів змінював свою назву. У 1950-60-х роках він називався «Крпачев», у 1979—1994 роках — «Осм» і регулярно займав місця у верхній половині таблиці другого дивізіону.
У 1994 році клуб вперше посів перше місце у другому дивізіоні і вийшов у вищий дивізіон, у тому сезоні змінив назву на ЛЕКС — на честь свого спонсора. У першому сезоні на вищому рівні ЛЕКС посів 11-те місце і запам'ятався перемогами над лідерами болгарського футболу — софійськими ЦСКА, «Славією» і «Локомотивом» (всі з рахунком 1:0). Наступний сезон був не таким успішним, і команда, перейменована на «Ловеч», вилетіла у другий дивізіон.
1996 рік став поворотною точкою в історії клубу. Клуб купив нафтовий магнат Гриша Ганчев і дав йому нову назву — «Литекс». Більшість старих гравців «продали» і замість них «купили» нових, добре відомих у Болгарії футболістів. У першому ж сезоні «Литекс» без зусиль виграв турнір другого дивізіону (з відривом у 10 очок від найближчого конкурента), вийшов у чвертьфінал кубка країни і фінал Кубка ліги, у якому програв лише в серії пенальті.

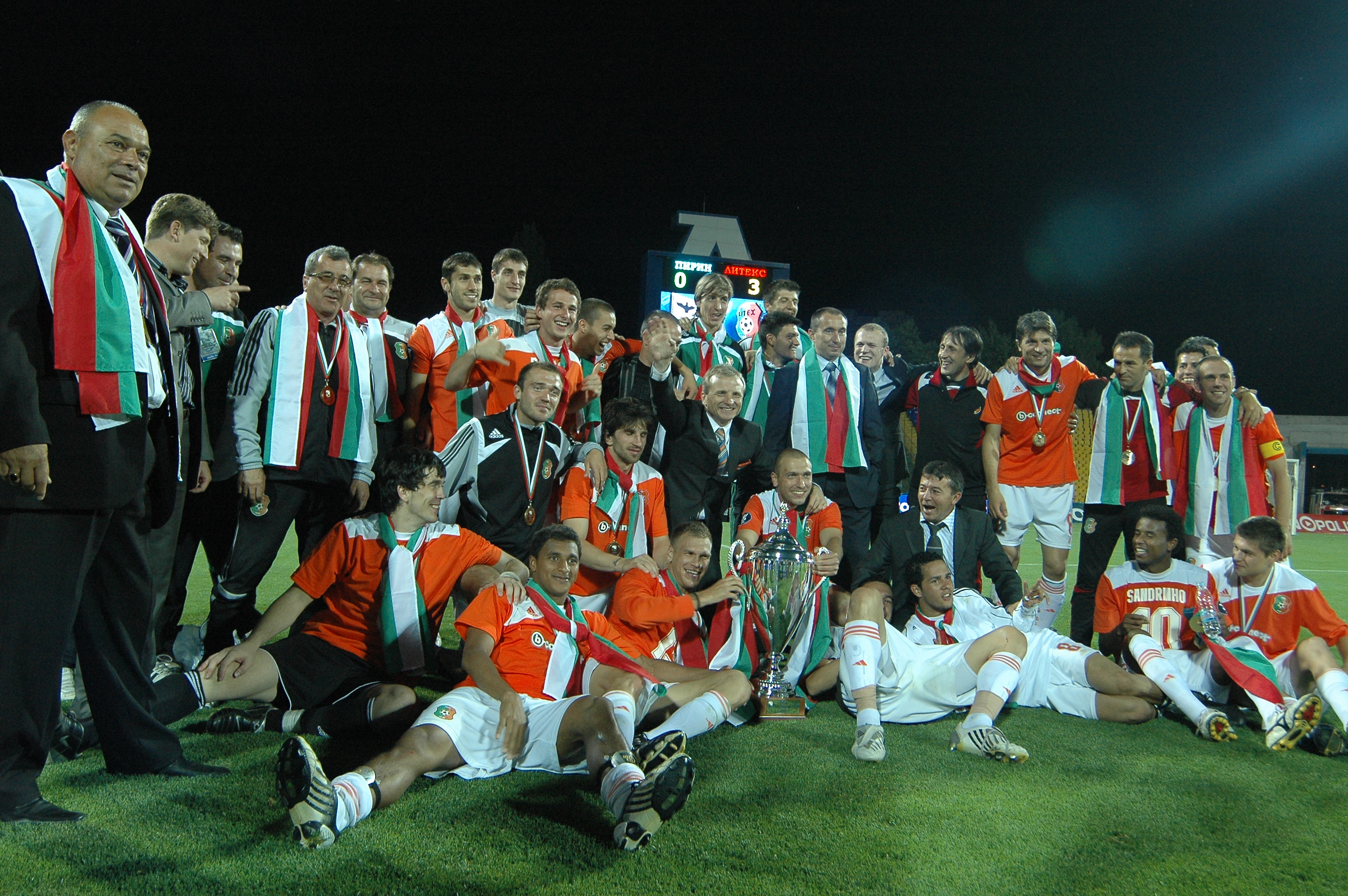
«Литекс» — володар Кубка Болгарії 2009

У сезоні 1997/98 «Литекс» у ранзі дебютанта вищого дивізіону став чемпіоном країни, випередивши «Левський» на 5 очок і став першим в історії чемпіонатів Болгарії дебютантом, який посів перше місце відразу ж після виходу в еліту. Найкращим бомбардиром сезону став нападник «Литекса» Димчо Беляков (21 гол), найкращим гравцем — півзахисник Стойчо Стоїлов.
Наступного сезону «Литекс» знову виграв чемпіонський титул. У Лізі чемпіонів йому вдалося пройти шведський «Гальмстад», але у другому кваліфікаційному раунді був зупинений московським «Спартаком» (0:5, 2:6).
У наступні роки «Литекс» чотири рази вигравав Кубок Болгарії — у 2001 (перемігши у фіналі «Велбажд» 1:0), 2004 (вигравши по пенальті в ЦСКА), 2008 і 2010.
Серед досягнень клубу — перемога над софійським ЦСКА 8:0 у 1998 році (це найбільша поразка армійців за всю історію). У 2001 році «Литекс» став першим болгарським клубом, який зміг перемогти німецький клуб на чужому полі (2:0 з «Уніоном» із Берліна). Найбільша перемога клубу в єврокубках — 7:0 над боснійським «Желєзнічаром» у 2004 році.
У 2013 гравець клубу Симеон Славчев став найкращим молодим гравцем Болгарії.

## Досягнення
- Чемпіон Болгарії (4): 1998, 1999, 2010, 2011
- Володар Кубка Болгарії (4): 2001, 2004, 2008, 2009
- Володар Суперкубка Болгарії (1): 2010
- Фіналіст Кубка Болгарії: 1999, 2003, 2007
- Фіналіст Кубка Болгарської ліги 1997
- Фіналіст Суперкубка Болгарії (5): 2004, 2007, 2008, 2009, 2011

## Трофеї клубу

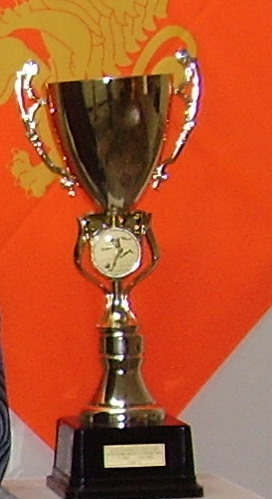
Чемпіон Болгарії 1998
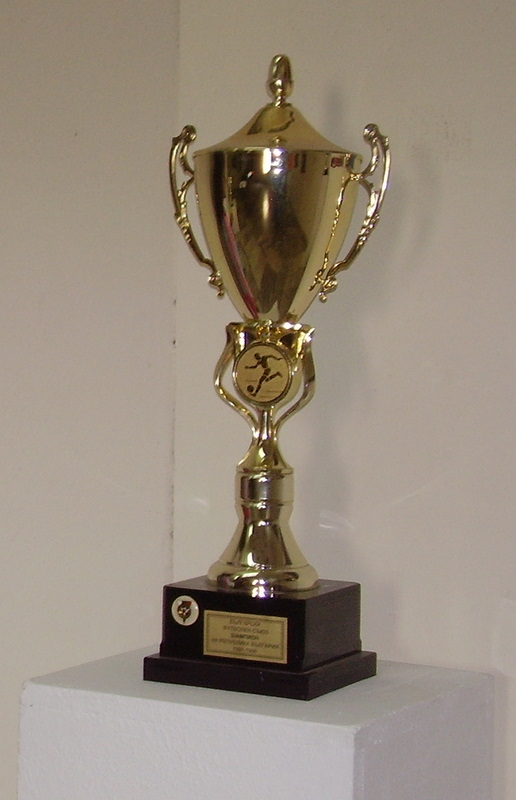
Чемпіон Болгарії 1999
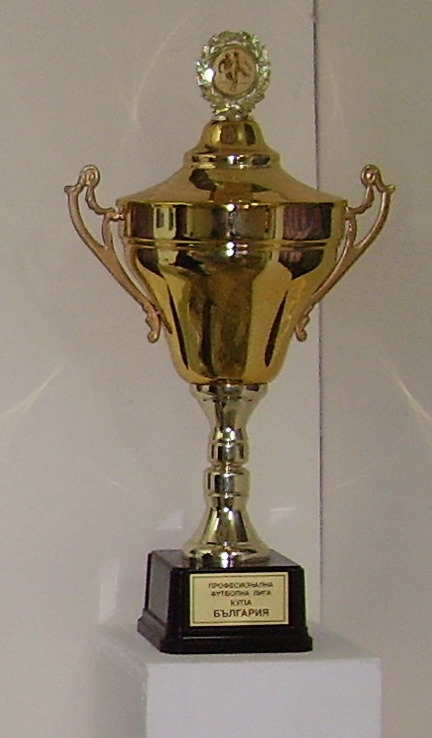
Кубок Болгарії 2004
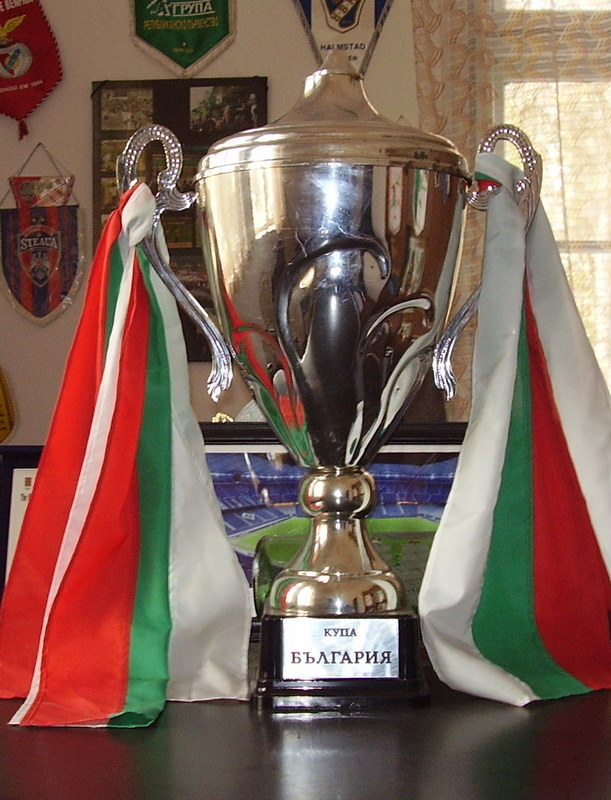
Кубок Болгарії 2008

## Висупи в єврокубках

### Ліга чемпіонів / Кубок Європейських чемпіонів
| Сезон   | Раунд | Клуб           | Вдома | На виїзді    | В сукупності |
| ------- | ----- | -------------- | ----- | ------------ | ------------ |
| 1998–99 | 1КР   | Гальмстад      | 2–0   | 1–2          | 3–2          |
| 1998–99 | 2КР   | Спартак Москва | 0–5   | 2–6          | 2–11         |
| 1999–00 | 1КР   | Гленторан      | 3–0   | 2–0          | 5–0          |
| 1999–00 | 2КР   | Відзев Лодзь   | 4–1   | 1–4 (дод.ч.) | 5–5 (п. 2–3) |
| 2010–11 | 2КР   | Рудар Плєвля)  | 1–0   | 4–0          | 5–0          |
| 2010–11 | 3КР   | Жиліна         | 1–1   | 1–3          | 2–4          |
| 2011–12 | 2КР   | Могрен         | 3–0   | 2–1          | 5–1          |
| 2011–12 | 3КР   | Вісла Краків   | 1–2   | 1–3          | 2–5          |

### Ліга Європи / Кубок УЄФА
| Сезон   | Раунд   | Клуб                       | Вдома        | На виїзді    | В сукупності |
| ------- | ------- | -------------------------- | ------------ | ------------ | ------------ |
| 1998–99 | 1Р      | Грацер                     | 1–1          | 0–2          | 1–3          |
| 2001–02 | КР      | Лонгфорд Таун              | 2–0          | 1–1          | 3–1          |
| 2001–02 | 1Р      | Інтер Братислава           | 3–0          | 0–1          | 3–1          |
| 2001–02 | 2Р      | Уніон Берлін               | 0–0          | 2–0          | 2–0          |
| 2001–02 | 3Р      | АЕК Афіни                  | 1–1          | 2–3          | 3–4          |
| 2002–03 | КР      | Атлантас                   | 5–0          | 3–1          | 8–1          |
| 2002–03 | 1Р      | Панатінаїкос               | 0–1          | 1–2 (дод.ч.) | 1–3          |
| 2003–04 | КР      | Зімбру                     | 0–0          | 0–2          | 0–2          |
| 2004–05 | 2КР     | Желєзнічар Сараєво         | 7–0          | 2–1          | 9–1          |
| 2004–05 | 1Р      | Грацер                     | 1–0          | 0–5          | 1–5          |
| 2005–06 | 2КР     | Рієка                      | 1–0          | 1–2          | 2–2 (г)      |
| 2005–06 | 1Р      | Генк                       | 2–2          | 1–0          | 3–2          |
| 2005–06 | Група D | Грассгоппер                | 2–1          |              | 3-є місце    |
| 2005–06 | Група D | Дніпро                     |              | 2–0          | 3-є місце    |
| 2005–06 | Група D | АЗ                         | 0–2          |              | 3-є місце    |
| 2005–06 | Група D | Мідлсбро                   |              | 0–2          | 3-є місце    |
| 2005–06 | 1/16    | Страсбур                   | 0–2          | 0–0          | 0–2          |
| 2006–07 | 1КР     | Копер                      | 5–0          | 1–0          | 6–0          |
| 2006–07 | 2КР     | Омонія                     | 2–1          | 0–0          | 2–1          |
| 2006–07 | 1Р      | Маккабі Хайфа              | 1–3          | 1–1          | 2–4          |
| 2007–08 | 1КР     | Сліма Вондерерс            | 4–0          | 3–0          | 7–0          |
| 2007–08 | 2КР     | Беса Кавая                 | 3–0          | 3–0          | 6–0          |
| 2007–08 | 1Р      | Гамбург                    | 0–1          | 1–3          | 1–4          |
| 2008–09 | 2КР     | Хапоель Іроні Кір'ят-Шмона | 0–0          | 2–1          | 2–1          |
| 2008–09 | 1Р      | Астон Вілла                | 1–3          | 1–1          | 2–4          |
| 2009–10 | ПО      | БАТЕ                       | 0–4 (дод.ч.) | 1–0          | 1–4          |
| 2010–11 | ПО      | Дебрецен                   | 1–2          | 0–2          | 1–4          |
| 2011–12 | ПО      | Динамо Київ                | 1–2          | 0–1          | 1–3          |
| 2014–15 | 1КР     | Веріс                      | 3–0          | 0–0          | 3–0          |
| 2014–15 | 2КР     | Діошдьйор                  | 0–2          | 2–1          | 2–3          |
| 2015–16 | 1КР     | Єлгава                     | 2–2          | 1–1          | 3–3 (г)      |